# Anton Wjatscheslawowitsch Krassowski

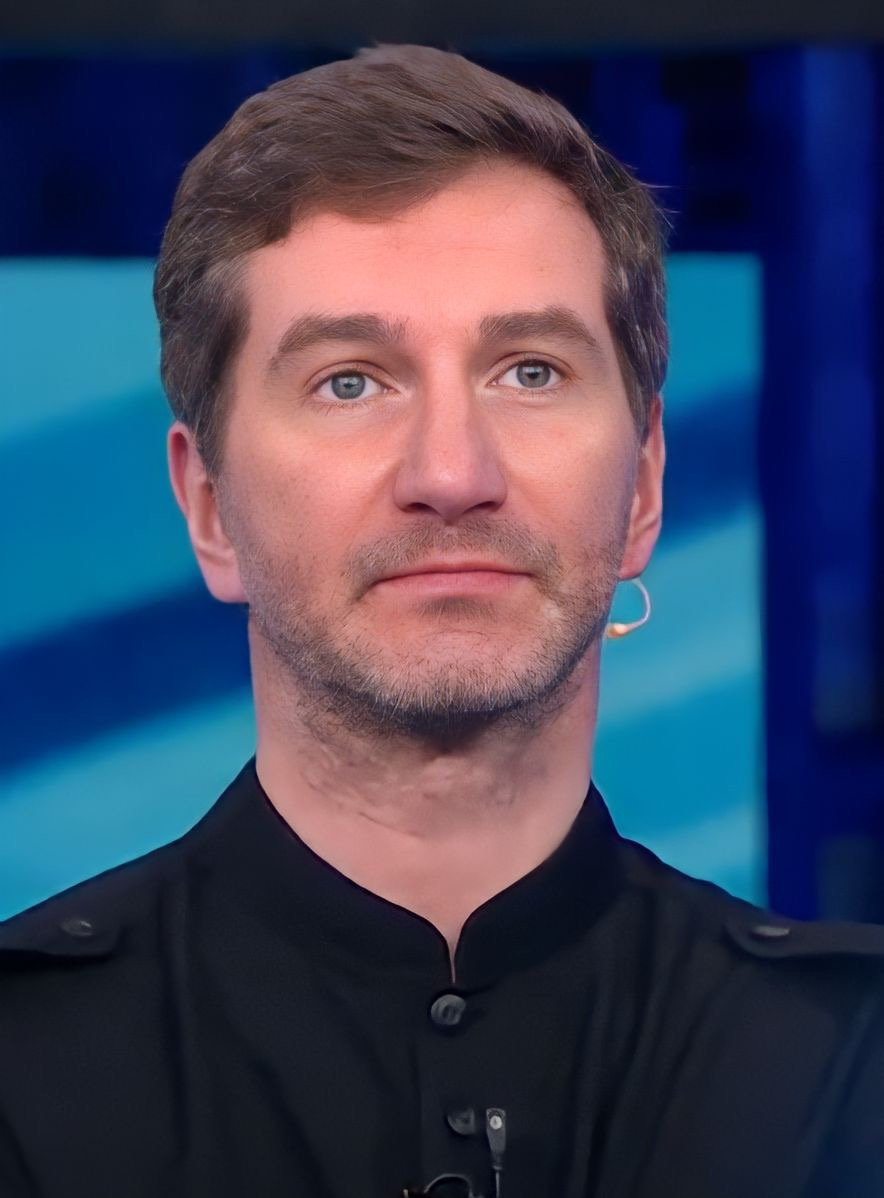
Krassowski 2022

Anton Wjatscheslawowitsch Krassowski (russisch Антон Вячеславович Красовский; * 18. Juli 1975 in Podolsk, Oblast Moskau) ist ein russischer Fernsehjournalist. Er moderierte die Talkshow Antonyme des 2005 gegründeten russischen propagandistischen Auslandsfernsehprogramms RT  bis zu seiner Entlassung im Oktober 2022 wegen seiner Aussagen während einer von ihm moderierten Sendung, ukrainische Kinder, die Russen als Besatzer sähen, sollten ertränkt oder in ihren schäbigen Hütten verbrannt werden.

## Leben
Krassowski studierte zwei Jahre am Maxim-Gorki-Literaturinstitut. 2011 arbeitete er für die Präsidentschaftskampagne von Michail Prochorow. Später, im 2017, arbeitete er auch im Team von Xenija Anatoljewna Sobtschak, obschon sie vor Krassowski gewarnt worden war. Sie meinte dazu, bei Krassowski sei alles möglich, dieser hätte keine Prinzipien und keine Ideologie.
Krassowski arbeitete als Journalist beim NTW-Kanal, für Kommersant, Yandex, Nesawissimaja gaseta sowie weitere Publikationen, darunter ein halbes Jahr für Vogue, wo er aufgrund seines Umgangs mit dem Team gefeuert wurde. Bei NTW war er Chefredakteur der nicht ganz auf Regierungslinie liegenden Sendung NTVschniki.
Im Dezember 2012 gründete er mit Sergey Minaev und mit Geld einer Stiftung der russischen Präsidialverwaltung den Fernsehsender Kontr TV. Am 25. Januar 2013 outete er sich während einer Diskussion als homosexuell, dies während des dann vorgeschlagenen nationalen Verbotes für „homosexuelle Propaganda“. Im August 2013 sprach er sich gegen den Boykott der Olympischen Winterspiele 2014 in Russland aus. Nach seinem Outing schien eine Anstellung im regierungsnahen Umfeld unwahrscheinlich; trotzdem wurde er 2020 zum Leiter der russischsprachigen Abteilung von RT. Meduza kommentierte dies im 2022 mit „Putin entscheidet, wer in Russland schwul ist“. Krassowski rief im Januar 2022 dazu auf, die Büros von Google in Russland zu durchsuchen und die Leiterin von Google-Russland vor einen Untersuchungsrichter zu stellen.
Er bestritt im Januar 2022 während eines Fernsehinterviews bei RT mit Alexander Baunov über die jüngsten Entwicklungen in Kasachstan die Möglichkeit eines NATO-Beitritts der Ukraine und warnte davor, dass Russland eine Invasion starten würde, um einen solchen Versuch zu stoppen. Er sagte sinngemäß: „Wir (Russland) werden eine militärische Intervention in der Ukraine durchziehen. Es ist unser Land“. Auf die Frage, ob es sich um ein Ultimatum handele, stimmte er zu. Er ging auf die Änderungen der Verfassung der Ukraine von 2019 ein, die das Ziel enthalte, der NATO und der Europäischen Union beizutreten und sagte sinngemäß: „Wir werden ihnen ihre Verfassung wegnehmen“. Kurz darauf begann Russland den russischen Überfall auf die Ukraine.
Nach dem Angriff auf die Ukraine äußerte er, dass es für Leute, die in Moskau Friedensaufrufe in sozialen Medien posten, an der Zeit sei, sich einem Kriegsgericht zu stellen. Weder das noch der Sieg Russlands („Diese Spezialoperation wird nicht enden, bis die Ukraine die Kapitulation unterzeichnet“) sei genug: Es sei zusätzlich notwendig, sich um jene „Bastarde und Verräter“ zu kümmern, die Russland nach Beginn des Krieges verlassen hätten.
Im Oktober 2022 sagte Krassowski in einem Interview mit dem russischen Science-Fiction-Autor Sergei Lukjanenko, dass ukrainische Kinder, die Russland kritisierten, „in einen Fluss mit starker Strömung geworfen werden“ oder verbrannt werden sollten. Margarita Simonjan von RT setzte daraufhin die Zusammenarbeit mit Krassowski aus und eine Anzeige wurde „geprüft“. Während er in Russland für seine Aussagen nicht verurteilt wurde (Stand: Februar 2023), wurde er in der Ukraine im Februar 2023 zu fünf Jahren Haft verurteilt.

## EU-Sanktionen
Am 28. Februar 2022 setzte die Europäische Union ihn im Zusammenhang mit dem Überfall Russlands auf die Ukraine 2022 auf eine schwarze Liste. Sie begründete dies damit, er habe antiukrainische Propaganda verbreitet und vorgeschlagen, dass die Ukraine Russland beitreten solle. Sollte ein NATO-Beitritt der Ukraine näher rücken, würde nach Krassowski die ukrainische Verfassung „abgeschafft“ und auf dem Chreschtschatyk in Kiew verbrannt werden, so die Begründung der EU zu seiner Aufnahme in die Sanktionsliste.

## Privatleben
Der seit dem 25. Januar 2013 offen homosexuell lebende Krassowski erklärte im Dezember 2017, dass er seit dem Jahre 2011 HIV-positiv ist.